# Алонсоа
Алонсо́а (лат. Alonsoa) — род растений семейства Норичниковые (Scrophulariaceae), включает в себя около 14 видов вечнозеленых кустарников, полукустарников и трав. Многие виды нашли применение в декоративном цветоводстве.

## Этимология названия
Род назван в честь Алонсо Занони, испанского чиновника, служившего в Боготе. 

## Ботаническое описание

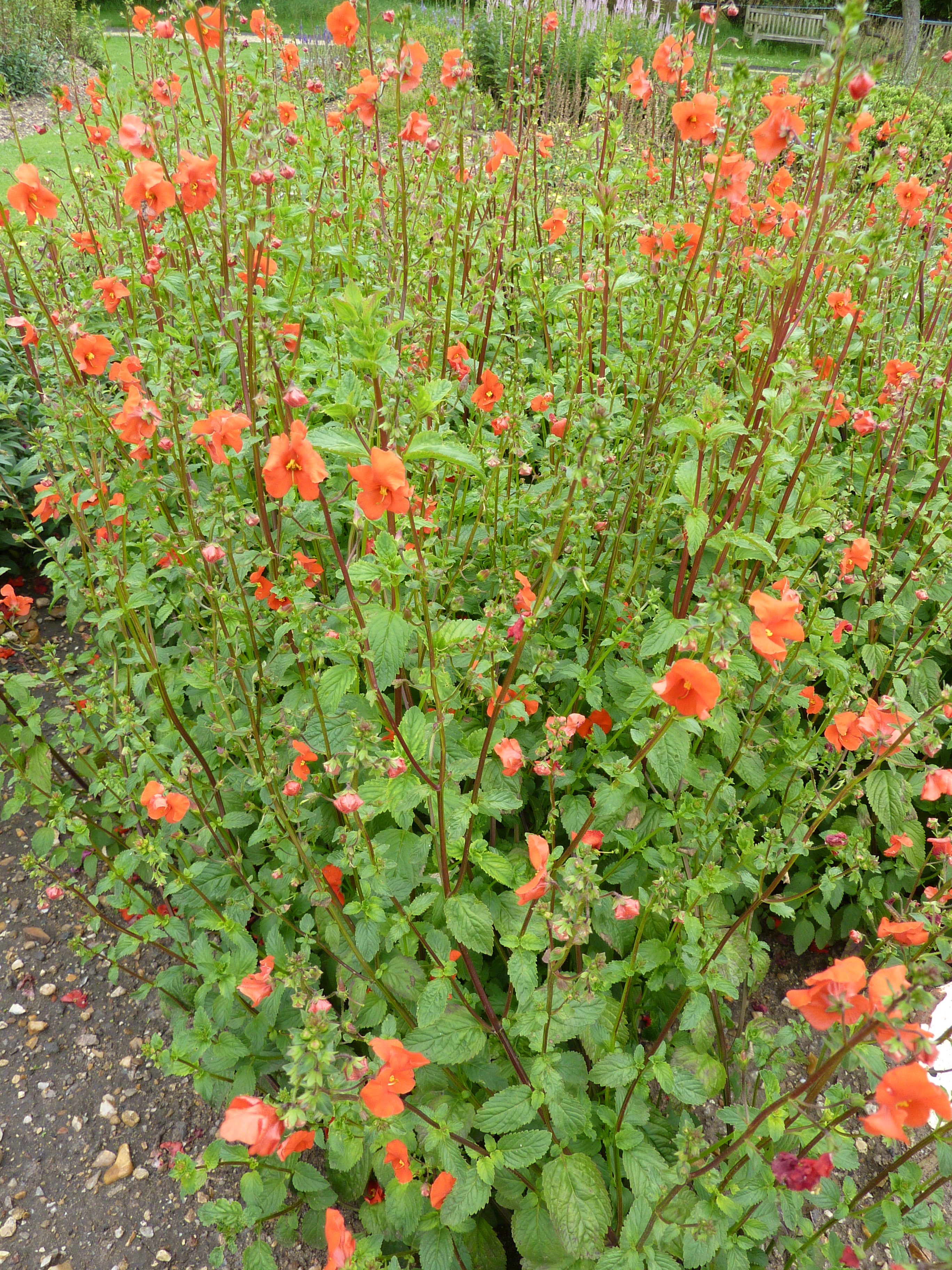
Общий вид растения: Алонсоа южная (Alonsoa meridionalis)

Многолетние растения разного габитуса и жизненных форм. Стебли тонкие, в разрезе четырёхугольные, слабоветвящиеся, несут супротивные или в мутовках по три листья; на цветоносах листья могут располагаться очерёдно. Соцветие — кисть, длинная верхушечная, сложена из пропорциональных трубчатых, со шпорцем цветков, оранжевого, красных, изредка — белых цветов. Отгиб трубчатого околоцветника разделен на разновеликие доли. Зимостойкое растение.

## Ареал
Обитает на каменистых склонах и в кустарниковых зарослях тропических и субтропических областей Южной Америки.

## Хозяйственное значение и применение
В условиях умеренного климата используют в зимних садах и теплицах как красивоцветущее контейнерное растение; в открытом грунте как однолетнее, также и в балконном озеленении.

## Агротехника
Посадка. Саженцы закалённые в холодной теплице высаживают в цветники в конце мая, в плодородную дренированную почву, на участки с ярким солнечным освещением.
Уход. В открытом грунте высаживают в обычный садовый субстрат, на ярком солнце. В период роста поливают обильно, 1 раз в месяц подкармливают жидким комплексным удобрением для цветущих растений; зимой поливают изредка. Для лучшего ветвления рекомендуется прищипывать концы побегов.
Размножение. Размножают посевом семян ранней весной, посев содержат при 15-18°С; верхушечными черенками, которые надо срезать в конце лета; молодые укоренённые растения на зиму установить в прохладную теплицу.
Болезни и вредители. В зимних садах и теплицах повреждаются тлёй.

## Виды
По информации базы данных The Plant List, род включает 14 видов:
- Alonsoa acutifolia Ruiz & Pav. — Алонсоа остролистная
- Alonsoa albiflora G.Nicholson — Алонсоа молочноцветковая
- Alonsoa auriculata Diels
- Alonsoa caulialata Ruiz & Pav. typus
- Alonsoa hirsuta (Spreng.) Steud.
- Alonsoa honoraria Grau
- Alonsoa linearifolia Steud.
- Alonsoa linearis (Jacq.) Ruiz & Pav. — Алонсоа линейная
- Alonsoa meridionalis (L.f.) Kuntze — Алонсоа южная
- Alonsoa minor Edwin — Алонсоа малая
- Alonsoa pallida Edwin
- Alonsoa peduncularis (Kuntze) Wettst. — Алонсоа цветоножковая
- Alonsoa quadrifolia G.Don — Алонсоа четырёхлистная
- Alonsoa serrata Pennell — Алонсоа пильчатая